# Списък на реките в Тексас
Списъкът на реките в Тексас включва основните реки, които текат в щата Тексас, Съединените американски щати.
Територията на щата попада изцяло във водосборния басейн на Мексиканския залив. Почти всички реки в Тексас текат от север на юг.

## По речни системи
Мисисипи
- Мисисипи
  - Ред Ривър
    - Сълфър Ривър
    - Уичита
    - Пийс Ривър
    - Преъри Дог Таун Форк
    - Норд Форк
    - Солт Форк

  - Арканзас
    - Канейдиън
      - Норд Канейдиън
        - Бийвър Ривър

      - Рита Бланка Крийк
        - Каризо Крийк

- Сабин

- Нечес Ривър
  - Анджелина

- Тринити

- Бразос
  - Навасота
  - Лион Ривър
  - Клеър Форк
  - Уайт Ривър
  - Дубъл Маунтин Форк

- Колорадо
  - Ляно Ривър
  - Сан Саба
  - Кончо
  - Биайс Крийк

- Гуаделупе
  - Сан Антонио

- Нуесес
  - Фрио
  - Уест Нуесес

Рио Гранде
- Рио Транде
  - Девилс Ривър
  - Пекос
  - Аламито Крийк

## По азбучен ред
- Аламито Крийк
- Анджелина
- Биайс Крийк
- Бийвър Ривър
- Бразос
- Гуаделупе
- Девилс Ривър
- Дубъл Маунтин Форк
- Канейдиън
- Каризо Крийк
- Клеър Форк
- Колорадо
- Кончо
- Лион Ривър
- Ляно Ривър
- Навасота
- Нечес Ривър
- Норд Канейдиън
- Нуесес
- Пекос
- Пийс Ривър
- Преъри Дог Таун Форк
- Ред Ривър
- Рио Гранде
- Рита Бланка Крийк
- Сабин
- Сан Антонио
- Сан Саба
- Сълфър Ривър
- Тринити
- Уайт Ривър
- Уест Нуесес
- Уичита
- Фрио